# 渡部与四郎
渡部 与四郎（渡部 與四郎、わたなべ よしろう、1927年 - ）は、日本の都市計画家。都市研究者。都市計画コンサルタント協会マスター都市計画プランナー。同済大学名誉顧問。一般社団法人 日本モノレール協会顧問。EAROPH Japan評議員。NPO法人汎房総地域づくり研究会名誉会長。工学博士。建設省技術参事官、筑波大学社会工学系教授、法政大学工学部教授、（社）全日本土地区画整理士会会長、日本都市計画学会会長を歴任。多くの委員会研究会等にも関与。1975（昭和50）年度「業務交通体系論」で日本都市計画学会論文賞。勲三等瑞宝章叙勲（平成9年）。

## 経歴等
東京高等学校理科を経て、1950年東京帝国大学第二工学部土木工学科卒業。建設省入省後、都市局建設専門官、経済企画庁総合開発課、都市局区画整理課長、都市局審議官、技術参事官を経て筑波大学へ。

## 著書
- 活生のまちをつくる : 自由時間都市における人と地域（編著）ぎょうせい　1999
- 地域社会の形成と交通政策（編著）東洋館出版社　1997（法政大学多摩地域社会研究センター・研究叢書 1）
- ニュー・フロンティアのはなし	技報堂　1991
- 国土の地下利用・空間利用研究委員会報告書（編著）国土政策機構　1987
- 区画整理の計画と実施　全日本建設技術協会　1985
- 国土の地下利用・空間利用研究委員会中間報告書 : 欧州の地下・空間利用視察、 調査を中心として(編著）国土政策機構　1985
- 21世紀への育都論 : 都市は人間によって創られる（編著）技報堂出版　1980
- 土地区画整理法の解説と運用（共著）日本経営出版会
- 都市計画・地域計画　技報堂出版　1973
- 都市計画・地域計画 (講義と演習) 技報堂出版; 改訂2版  1983
- 社会工学概論―２１世紀への問題提起〈下〉（共著）学陽書房　1987
- 都市交通-技術と経済-（編著）法政大学産業情報センター　1989 (交通問題研究 第1集)
- 業務交通体系論、技報堂出版　1975
- 実学としての 都市計画(Practical City Planning) (監修, 監修), 実学としての都市計画編集委員会 (編集)　ぎょうせい 2008